# Hrvatski rukometni kup za žene – kvalifikacije 2021./22.
Ovaj članak je podtema članka: Hrvatski rukometni kup za žene 2021./22.

Regionalne kvalifikacije za Hrvatski rukometni kup za žene za sezonu 2021./22. 
 
Igrane su u pet regija - "Istok", "Jug", "Sjever", "Središte" i "Zapad", kroz koje se deset klubova plasiralo u osminu završnice Hrvatskog kupa 2021./22.

## Regija Istok
Klubovi po županijama
| - Brodsko-posavska - Brod (Slavonski Brod) | - Osječko-baranjska - Baranja Beli Manastir - Olimpija Osijek | - Požeško-slavonska | - Vukovarsko-srijemska - Vinkovci |

1. kolo
| datum              | mjesto odigravanja | par                                     | rez.                  | napomene | izvještaj                                                                 |
| ------------------ | ------------------ | --------------------------------------- | --------------------- | --- | ------------------------------------------------------------------------- |
| 4. studenog 2021.  | Vinkovci           | Vinkovci - Brod (Slavonski Brod)        | 34:32 (31:31, 3:1 7m) | "Vinkovci" pobijedili boljim izvođenjem sedmeraca "Vinkovci" se plasirali u osminu završnice Hrvatskog kupa | Arhivirana inačica izvorne stranice od 13. srpnja 2022. (Wayback Machine) |
| 11. studenog 2021. | Beli Manastir      | Baranja Beli Manastir - Olimpija Osijek | 29:25                 | "Baranja" se plasirala u osminu završnice Hrvatskog kupa                                                    | Arhivirana inačica izvorne stranice od 13. srpnja 2022. (Wayback Machine) |

## Regija Jug
Klubovi po županijama
| - Dubrovačko-neretvanska - Dalmatinka Ploče - Metković | - Splitsko-dalmatinska - Makarska - Marina Kaštela (Kaštel Sućurac) - Orkan Dugi Rat - Petason-Vranjic - Sinj - Split 2010 - Trogir 58 - ŽARK Split | - Šibensko-kninska - Knin | - Zadarska - Zadar |

Pretkolo
| datum              | mjesto odigravanja | par                                              | rez.  | napomene | izvještaj                                                                    |
| ------------------ | ------------------ | ------------------------------------------------ | ----- | -------- | ---------------------------------------------------------------------------- |
| 4. studenog 2021.  | Split              | ŽARK Split - Petason-Vranjic                     | 35:28 |          | Arhivirana inačica izvorne stranice od 13. srpnja 2022. (Wayback Machine)    |
| 4. studenog 2021.  | Zadar              | Zadar - Knin                                     | 35:13 |          | Arhivirana inačica izvorne stranice od 20. listopada 2022. (Wayback Machine) |
| 12. studenog 2021. | Kaštel Sućurac     | Marina Kaštela (Kaštel Sućurac) - Orkan Dugi Rat | 27:22 |          | Arhivirana inačica izvorne stranice od 20. listopada 2022. (Wayback Machine) |
| 24. studenog 2021. | Metković           | Metković - Makarska                              | 26:33 |          | Arhivirana inačica izvorne stranice od 13. srpnja 2022. (Wayback Machine)    |

Četvrtfinale
| datum              | mjesto odigravanja | par                                          | rez.  | napomene | izvještaj                                                                    |
| ------------------ | ------------------ | -------------------------------------------- | ----- | -------- | ---------------------------------------------------------------------------- |
| 17. studenog 2021. | Sinj               | Sinj - Zadar                                 | 23:19 |          | Arhivirana inačica izvorne stranice od 20. listopada 2022. (Wayback Machine) |
| 17. studenog 2021. | Kaštel Sućurac     | Marina Kaštela (Kaštel Sućurac) - Split 2010 | 20:30 |          | Arhivirana inačica izvorne stranice od 13. srpnja 2022. (Wayback Machine)    |
| 18. studenog 2021. | Split              | ŽARK Split - Trogir 58                       | 29:27 |          | Arhivirana inačica izvorne stranice od 13. srpnja 2022. (Wayback Machine)    |
| 1. prosnica 2021.  | Makarska           | Makarska - Dalmatinka Ploče                  | 34:27 |          | Arhivirana inačica izvorne stranice od 20. listopada 2022. (Wayback Machine) |

Polufinale
| datum              | mjesto odigravanja | par                     | rez.  | napomene                                                   | izvještaj                                                                    |
| ------------------ | ------------------ | ----------------------- | ----- | ---------------------------------------------------------- | ---------------------------------------------------------------------------- |
| 15. prosnica 2021. | Sinj               | Sinj - Makarska         | 30:28 | "Sinj" se plasirao u osminu završnice Hrvatskog kupa       | Arhivirana inačica izvorne stranice od 20. listopada 2022. (Wayback Machine) |
| 16. prosnica 2021. | Split              | ŽARK Split - Split 2010 | 38:24 | "ŽARK Split" se plasirao u osminu završnice Hrvatskog kupa | Arhivirana inačica izvorne stranice od 13. srpnja 2022. (Wayback Machine)    |

## Regija Sjever
Klubovi po županijama
| - Bjelovarsko-bilogorska - Garešnica | - Koprivničko-križevačka - Đurđevac | - Međimurska - Prelog - Zrinski Čakovec | - Varaždinska | - Virovitičko-podravska - 1234 Virovitica - Pitomača |

1. kolo
| datum              | mjesto odigravanja | par                        | rez.  | napomene                                                | izvještaj                                                                    |
| ------------------ | ------------------ | -------------------------- | ----- | ------------------------------------------------------- | ---------------------------------------------------------------------------- |
| 10. studenog 2021. |                    | Đurđevac - Zrinski Čakovec | 28:37 | "Zrinski" se plasirao u osminu završnice Hrvatskog kupa | Arhivirana inačica izvorne stranice od 20. listopada 2022. (Wayback Machine) |
| 18. studenog 2021. | Prelog             | Prelog - Garešnica         | 49:23 |                                                         | Arhivirana inačica izvorne stranice od 20. listopada 2022. (Wayback Machine) |
| 2. prosinca 2022.  | Virovitica         | 1234 Virovitica - Pitomača | 43:35 |                                                         | Arhivirana inačica izvorne stranice od 20. listopada 2022. (Wayback Machine) |

2. kolo
| datum             | mjesto odigravanja | par                      | rez.  | napomene                                                         | izvještaj                                                                 |
| ----------------- | ------------------ | ------------------------ | ----- | ---------------------------------------------------------------- | ------------------------------------------------------------------------- |
| 8. prosinca 2022. | Prelog             | Prelog - 1234 Virovitica | 25;43 | "1234 Virovitica" se plasirala u osminu završnice Hrvatskog kupa | Arhivirana inačica izvorne stranice od 15. srpnja 2022. (Wayback Machine) |

## Regija Središte
Klubovi po županijama
| - Karlovačka | - Krapinsko-zagorska | - Sisačko-moslavačka | - Zagrebačka - Dugo Selo '55 - Ivanić (Ivanić-Grad) - Samobor | - Grad Zagreb - Sesvete - Trešnjevka Zagreb |

1. kolo
| datum              | mjesto odigravanja | par               | rez.  | napomene | izvještaj                                                                    |
| ------------------ | ------------------ | ----------------- | ----- | -------- | ---------------------------------------------------------------------------- |
| 15. prosinca 2022. | Samobor            | Samobor - Sesvete | 22:43 |          | Arhivirana inačica izvorne stranice od 20. listopada 2022. (Wayback Machine) |

2. kolo
| datum              | mjesto odigravanja | par                                  | rez.  | napomene                                                      | izvještaj                                                                    |
| ------------------ | ------------------ | ------------------------------------ | ----- | ------------------------------------------------------------- | ---------------------------------------------------------------------------- |
| 8. prosinca 2022.  | Ivanić-Grad        | Ivanić (Ivanić-Grad) - Dugo Selo '55 | 36:39 | "Dugo Selo '55" se plasirao u osminu završnice Hrvatskog kupa | Arhivirana inačica izvorne stranice od 20. listopada 2022. (Wayback Machine) |
| 20. prosinca 2022. | Zagreb             | Trešnjevka - Sesvete                 | 26:30 | "Sesvete" su se plasirale u osminu završnice Hrvatskog kupa   | Arhivirana inačica izvorne stranice od 20. listopada 2022. (Wayback Machine) |

## Regija Zapad
Klubovi po županijama
| - Istarska - Rudar Labin | - Ličko-senjska - Senia Senj | - Primorsko-goranska - Liburnija-Opatija - Murvica Crikvenica - Zamet Rijeka |

Četvrtfinale
| datum              | mjesto odigravanja | par                             | rez.  | napomene | izvještaj                                                                    |
| ------------------ | ------------------ | ------------------------------- | ----- | -------- | ---------------------------------------------------------------------------- |
| 10. studenog 2021. | Crikvenica         | Murvica Crikvenica - Senia Senj | 41:31 |          | Arhivirana inačica izvorne stranice od 20. listopada 2022. (Wayback Machine) |

Polufinale
| datum             | mjesto odigravanja | par                               | rez.  | napomene                                                           | izvještaj                                                                    |
| ----------------- | ------------------ | --------------------------------- | ----- | ------------------------------------------------------------------ | ---------------------------------------------------------------------------- |
| 1. prosinca 2022. | Rijeka             | Zamet Rijeka - Murvica Crikvenica | 34:17 | "Zamet" se plasirao u osminu završnice Hrvatskog kupa              | Arhivirana inačica izvorne stranice od 20. listopada 2022. (Wayback Machine) |
| 1. prosinca 2022. |                    | Liburnija-Opatija - Rudar Labin   | 29:27 | "Liburnija-Opatija" se plasirala u osminu završnice Hrvatskog kupa | Arhivirana inačica izvorne stranice od 20. listopada 2022. (Wayback Machine) |

## Vanjske poveznice
- hrs.hr, Hrvatski rukometni savez
- hrs.hr, Kup Hrvatske